# 스보위
스보위(중국어: 施柏宇, 병음: Shih Bo-Yu, 한자음: 시백우, 영어: Patrick Shih, 1996년 8월 9일 ~ )는 타이완의 배우이자 모델이다. 그리고 '이린 엔터테인먼트(伊林娛樂)'의 소속 연예인이다. 팬덤명은 「파이바오」(派宝)이다.

## 출연 작품

### 영화
- 상견니 (2022년) - 모쥔제 역